# 島田幸三
島田 幸三（しまだ こうぞう、1961年（昭和36年）2月1日 - ）は、日本の政治家。茨城県小美玉市長（1期）。茨城県議会議員（3期）、小美玉市議会議員（1期）、美野里町議会議員（3期）を務めた。

## 来歴
茨城県東茨城郡美野里町生まれ。茨城県立玉造工業高等学校卒業、法政大学法学部中退。会社員を経て、1997年に美野里町議会議員に初当選。以後、3期連続当選。2006年に茨城県議会議員選挙に立候補したが、落選。その後小美玉市議会議員を経て2010年より茨城県議会議員を3期務めたほか、公益財団法人の理事なども務める。
2022年4月24日投開票の小美玉市長選挙で自由民主党・国民民主党の推薦を受け、初当選した。

## 人物
2017年茨城県知事選挙では自民党・公明党の推薦する大井川和彦（当選）を積極的に支援しなかったなどとして、選挙後に所属する自民党県連から「戒告」の処分を受けた。